# آنگولا (ایندیانا)
آنگولا (به انگلیسی: Angola) شهری در ایالت ایندیانا، ایالات متحده آمریکا است. در سرشماری سال ۲۰۰۰، جمعیّت این شهر ۷،۳۴۴ نفر اعلام شد. 